# Snort
Snort — вільна система виявлення та запобігання атак, котра комбінує в собі методи зіставлення по сигнатурам, засоби для інспекції протоколів і механізми для виявлення аномалій.
Створена Мартіном Решем (Martin Roesch), надалі розвивалася і підтримувалася заснованою ним компанією Sourcefire (поглинена Cisco у 2013 році).
Виконує протоколювання, аналіз, пошук по вмісту, а також широко використовується для активного блокування або пасивного виявлення цілої низки нападів і зондувань, таких як спроби атак на переповнювання буферу, приховане сканування портів, атаки на вебзастосунки, SMB-зондування і спроби визначення операційної системи. Програмне забезпечення в основному використовується для запобігання проникненню, блокування атак, якщо вони мають місце.
Може працювати спільно з іншим програмним забезпеченням, наприклад, SnortSnarf, sguil, OSSIM і BASE (які забезпечують візуальне представлення даних вторгнення). З доповненнями від Bleeding Edge Threats підтримує антивірусне сканування потоків пакетів ClamAV і аналіз мережевих аномалій SPADE на мережевому і транспортному рівнях мережі, можливо, з урахуванням історії змін.

## Виноски
1. 1 2  Snort.org downloads. Архів оригіналу за 2 вересня 2016. Процитовано 28 жовтня 2014.
2. ↑  Архівована копія. Архів оригіналу за 2 вересня 2016. Процитовано 28 жовтня 2014.{{cite web}}:  Обслуговування CS1: Сторінки з текстом «archived copy» як значення параметру title (посилання)
3. ↑  Snort license. Архів оригіналу за 9 липня 2014. Процитовано 28 жовтня 2014. [Архівовано 2014-07-09 у Wayback Machine.]